# Matteo Sobrero
Matteo Sobrero, nascido a 14 de maio de 1997 em Alba, é um ciclista profissional italiano, membro da equipa NTT Pro Cycling.

## Palmarés
2017 (como amador)
- 1 etapa da Volta ao Bidasoa

2018
- Coppa della Pace

2019
- Grande Prêmio Palio del Recioto[3]